# Belagerung von Kiew (1240)
Die Belagerung von Kiew fand vom 28. November bis 6. Dezember 1240 statt. Die Eroberung der Stadt der nominellen Hauptstadt der Kiewer Rus markierte den Höhepunkt der mongolischen Invasion der Rus.

## Hintergrund
1237 begann die mongolische Invasion der Rus. Unter Batu Khan eroberten die Mongolen zunächst die nordöstlichen russischen Fürstentümer Fürstentum Rjasan und Wladimir-Susdal, 1239 dann die südliche Rus mit den Städten Perejaslawl und Tschernigow.
Als die Mongolen 1239 mehrmals die Übergabe der Stadt forderten, wurden ihre Delegationen durch Michael von Tschernigow hingerichtet.
1240 erreichte Batu Khan mit seinen Truppen die Grenzen Kiews, die nur von etwa 1.000 Soldaten verteidigt wurde. Sein Fürst Daniel Romanowitsch von Galizien flüchtete nach Westen, als die Schlacht den Anschein machte, nicht gut für ihn auszugehen. Daher führte der Woiwode Dmitr das Kommando über die Verteidiger.

## Die Belagerung
Die Vorhut von Batus Cousin Möngke Khan hatte die Kiewer wiederum aufgefordert, die Stadt kampflos zu übergeben, was diese jedoch erneut ablehnten. Mehrere Delegationen der Mongolen wurden hingerichtet. Möngke Khan begann daraufhin mit der Belagerung der Stadt und besiegte außerdem die mit der Rus verbündeten Schwarzen Klobuken, welche die Belagerten entsetzen wollten.
Am 28. November 1240 begannen die Mongolen, mit Katapulten die von Bäumen verdeckten Mauern der Stadt nahe den polnischen Toren zu beschießen. Am 5. Dezember waren die Mauern eingestürzt, und die Belagerer drangen in die Stadt vor. In den folgenden Straßenkämpfen mussten die Kiewer schwere Verluste hinnehmen, und Dmitr wurde von einem Pfeil getroffen.
Beim Einbruch der Nacht zogen sich die Kiewer in die Innenstadt zurück, die Mongolen hielten ihre Positionen in den Randbezirken. Viele Menschen hatten sich in die Zehntkirche zurückgezogen. Beim Angriff der Mongolen am nächsten Tag brachen die völlig überladenen Emporen der Kirche zusammen und begruben viele Einwohner der Stadt unter sich. Die Mongolen nahmen schließlich die gesamte Stadt ein, plünderten sie und richteten ein Massaker unter den bis zu 30.000 Einwohnern der Stadt an. Lediglich Dmitr und 2.000 Einwohner wurden am Leben gelassen. Die Stadt wurde beim Abzug der Mongolen bis auf wenige Gebäude niedergebrannt.
Nach seinem Sieg setzte Batu Khan den Eroberungsfeldzug in Richtung Halytsch-Wolhynien und Polen fort.